# What Goes Around (Ringo Starr)
What Goes Around è la traccia finale dell'album Time Takes Time (1992) di Ringo Starr; è stata composta da Rick Suchow.

## Il brano
Come molte canzoni dell'LP, What Goes Around non è stata scritta da Ringo Starr o da uno dei produttori di esso, ma da un compositore, in questo caso Suchow, che non ha suonato sull'album. Time Takes Time è stato prodotto da differenti persone: Don Was ha prodotto questo brano, così come Weight of the World, Don't Know a Thing About Love, I Don't Believe You ed In a Heartbeat. Questo numero presenta una coda di 3 minuti; nel comunicato stampa emesso dalla Private Music in occasione della pubblicazione dell'album, circa questo lungo finale è stato detto che era destinato a divenire celebre.
Hervé Bourhis ha usato questa traccia come esempio delle "canzoni gradevoli" che si trovano su Time Takes Time, mentre Time Magazine ha comparato la lunga coda con quella di Hey Jude, ed ha affermato che, negli ultimi secondi, si sente una voce, che sembra dire "All the same" ("Tutto uguale") o "I buried Paul" ("Ho sepolto Paul [McCartney]").

## Formazione
- Ringo Starr: voce, batteria, percussioni
- Michael Landau: chitarra
- David Grissom: chitarra acustica
- James Hutchinson: basso elettrico
- Benmont Tench: pianoforte, organo Hammond B-3
- Andrew Gold: cori
- Roger Manning: cori
- Andrew Sturmer: cori[1]

### Annotazioni
1. ↑  La stessa frase era comparsa anche alla fine di Strawberry Fields Forever (1967) dei Beatles, venendovi pronunciata da John Lennon; in questo caso, l'altra interpretazione era Cranberry sauce.

### Fonti
1. 1 2 3  (EN) Graham Calkin, Time Takes Time, su jpgr.co.uk, JPGR. URL consultato il 15 agosto 2014.
2. ↑   Bill Harry, The Ringo Starr Encyclopedia, Virgin Books, 2003., pag. 1212
3. ↑  Bill Harry, pag. 1102 - 1107.
4. ↑   Hervé Bourhis, Il Piccolo Libro dei Beatles, Blackvelvet, 2012., pag. 147
5. ↑  (EN) Richard Corliss, It's In His Blood, in Time Magazine, 25 gennaio 1992.